# Bowen Island, Australien
Bowen Island är en ö i Australien. Den ligger i territoriet Jervis Bay Territory, i den sydöstra delen av landet, omkring 150 kilometer öster om huvudstaden Canberra.
Genomsnittlig årsnederbörd är 1 488 millimeter. Den regnigaste månaden är mars, med i genomsnitt 218 mm nederbörd, och den torraste är juli, med 41 mm nederbörd.